# Жером, Раймон
Раймон Жером (фр. Raymond Gérôme; 17 мая 1920, Брюссель, Бельгия — 2 февраля 2002, Лиа, Иль-де-Франс, Франция) — французский актёр.

## Биография
Настоящее имя Раймон Жозеф Леон де Бакке (фр. Raymond Joseph Léon de Backer). Родился в семье бельгийского предпринимателя Лео де Баккера и голландки Мари Файкерс.
Учился в университете Брюсселя и заканчивал драматическую школу Чарльза Дуллина. Увлекшись театром еще в 1941 году работает в молодежном театре Бельгии, вскоре в Национальном театре Брюсселя, где он был руководителем в 1952 году. В 1954 году переезжает в Париж, где начинает карьеру в кино, продолжая работать в самых известных театрах: Де ля Мадлен (фр. Théâtre de la Madeleine), Монпарнас (фр. Théâtre Montparnasse) и других. Играл во многих телесериалах, одним из блестящих ролей была роль Шерлока Холмса. Озвучивал иностранные фильмы и мультфильмы.
Раймон Жером является также автором многочисленных пьес, стихов, рассказов. Его первый роман «Спящий в Праге» (фр. Celui qui dormait dans Prague) опубликован в 1991 году.
Умер от сердечного приступа на 82-м году жизни.